# Kapela Sansevero
Kapela Sansevero (također poznata kao Cappella Sansevero de' Sangri ili Pietatella) je kapela smještena na Via Francesco de Sanctis 19, sjeverozapadno od crkve San Domenico Maggiore, u povijesnom središtu Napulja, južna Italija. Kapelica je točnije nazvana kapela Santa Maria della Pietà. Sadrži djela rokoko umjetnosti nekih od vodećih talijanskih umjetnika 18. stoljeća.

## Povijest
Počeci kapele datiraju iz 1590. godine kada je John Francesco di Sangro, vojvoda od Torremaggiorea, nakon oporavka od teške bolesti, dao sagraditi privatnu kapelu u tadašnjim vrtovima obližnje rezidencije obitelji Sansevero, Palazzo Sansevero. Zgradu je 1613. godine Alessandro di Sangro pretvorio u obiteljsku grobnu kapelu (kao što je upisano na mramornom postolju iznad ulaza u kapelu). Konačan oblik kapeli dao je Raimondo di Sangro, princ od Sansevera, koji je u njezinu rekonstrukciju uključio i masonske simbole. Sve do 1888. prolaz je povezivao palaču Sansevero s kapelom.
Svoje alternativno ime, Pietatella, kapela je dobila prema slici Djevice Marije (La Pietà), koju je tamo uočio nepravedno uhićen zatvorenik, kako je objavljeno u knjizi Napoli Sacra Cesarea d'Engenia Caracciola 1623. godine. Kada je kapela izgrađena, izvorno je bila posvećena Santa Maria della Pietà, nakon slike.

## Umjetnička djela
U kapelici se nalazi gotovo tridesetak umjetnina, među kojima se izdvajaju tri skulpture. Ove mramorne statue simbol su ljubavi prema ukrašavanju u razdoblju rokokoa, a njihov prikaz prozirnih velova i ribarske mreže predstavlja izvanredno umjetničko postignuće. Zastrtu istinu (Pudicizia, također zvanu Skromnost ili Čednost) dovršio je Antonio Corradini 1752. kao nadgrobni spomenik posvećen Ceciliji Gaetani dell'Aquila d'Aragona, majci Raimonda. Prekriveni Krist iz 1753. (također zvan Krist pod velom ), Giuseppea Sanmartina, pokazuje utjecaj prekrivene skromnosti. Oslobađanje od prijevare (Disinganno) koje je 1753. – 54. dovršio Francesco Queirolo iz Genove služi kao spomenik Raimondovu ocu.
- Antonio Corradini,
Pudicizia (1752.)
- Giuseppe Sanmartino,
Prekriveni Krist (1753.)
- Francesco Queirolo,
Il Disinganno (1753.–54.)

Strop, Sjaj raja, oslikao je Francesco Maria Russo 1749. Izvorni pod (većina sadašnjeg poda datira iz 1901.) bio je crno-bijeli (rečeno je da simbolizira dobro/zlo) u dizajnu labirinta (masonski simbol za "inicijaciju").
U podrumu se nalazi slika rimskog umjetnika Giuseppea Pescea, Madonna con Bambino, koja datira iz oko 1750. godine. Oslikana je bojama na bazi voska prema vlastitom izumu Raimonda di Sangra. Princ je ovu sliku poklonio svom prijatelju Charlesu Bourbonu, kralju Napulja.

### Popis radova
Slijedi popis umjetnina u kapeli, numeriranih u popratnom dijagramu, zajedno s umjetnikom:
1. Spomenik Ceccu de' Sangru, Francesco Celebrano;
2. Spomenik Giovanu Francescu Paolu de' Sangru, Antonio Corradini;
3. Il decoro, Antonio Corradini;
4. Spomenik Paolu de' Sangru, Bernardino Landini – Giulio Mencaglia;
5. La liberalità, Francesco Queirolo ;
6. Spomenik vojvodi Giovanu Francescu Paolu de' Sangru, Giacomu Lazzariju;
7. Lo zelo della religione, Fortunato Onelli ;
8. Slika Raimonda de' Sangra, Carla Amalfija;
9. La soavità del giogo bratale, Paolo Persico;
10. Oltar sv. Rozalije, Francesco Queirolo;
11. Zastrta istina (Pudicizia), Antonio Corradini;
12. Spomenik Alessandru de' Sangru, nepoznati umjetnik, 18. stoljeće;
13. Anđeo, Paolo Persico;
14. Oltar (La Deposizione), Francesco Celebrano i La Pietà (slika nepoznatog umjetnika, 17. st.);
15. Anđeo, Paolo Persico;
16. Coretto (mali kor);
17. Oslobađanje od obmane (Il Disinganno), Francesco Queirolo;
18. Oltar sv. Odorisija, Francesco Queirolo;
19. La Sincerità, Francesco Queirolo;
20. Spomenik Raimondu de' Sangru, Francescu Mariji Russu;
21. Podrum s anatomskim modelima i slikama Giuseppea Pescea;
22. Il Dominio di sé stessi, Francesco Celebrano;
23. Spomenik Paolu de' Sangru, Antoniju Corradiniju;
24. L'Educazione, Francesco Queirolo;
25. Spomenik Paolo de' Sangro, Giorgio Marmorano – Giacomo Lazzari;
26. Božanska ljubav, nepoznati umjetnik 19. stoljeća;
27. Spomenik Giovanu Francescu de' Sangru, Francesco Celebrano;
28. Prekriveni Krist, Giuseppe Sanmartino

## Anatomski eksponati
Kapela također prikazuje dva rana primjera onoga za što se dugo smatralo da je oblik plastinacije u njenom podrumu. Smatralo se da su ti "anatomski strojevi" (macchine anatomiche) primjeri procesa "ljudske metalizacije" (metallizzazione umana) kako ga je proveo anatom Giuseppe Salerno ca. 1760. prema narudžbi Raimonda di Sangra. Eksponat se sastoji od zrelog muškarca i trudne žene. Njihovi kosturi obavijeni su otvrdnutim arterijama i venama koje su obojene crveno i plavo. Prethodno su povjesničari pretpostavili da su leševi mogli nastati ubrizgavanjem otvrdnjavajućih tvari izravno u vene živih subjekata. Međutim, nedavna analiza ne pokazuje dokaze o tehnikama koje uključuju ubrizgavanje. Analiza "krvnih žila" pokazuje da su izgrađene od pčelinjeg voska, željezne žice i svile.

## Vanjske poveznice
|  | Zajednički poslužitelj ima još gradiva o temi Kapela Sansevero |

- Web stranica kapele Sansevero
- (tal.) Video kapelice Sansevero